# みんなでチョイス!
みんなでチョイス!は日本中央競馬会(JRA)が運営する、予想WEBコンテンツである。

## 概要
2013年5月13日オープン。以下のサイトの会員のみが参加でき、そのサイトの認証情報でログインする。参加会員は毎日出題される2択の予想問題に、コンテンツ独自の仮想通貨「チョイG」を賭けて解答する。また、出題されるシーズンが約2ヶ月ごとに設定されている。正解者には各シーズン終了時に、チョイGを会員サイトの独自ポイントに変換して付与される。オープン当初である現時点で、タレントの芹那が予想に参加している。コンテンツのメインテーマ曲であるBGMには、16人組バンドである画家の「遠足」が使われている。

## 参加可能会員と変換付与ポイント
- Amazon→Amazonポイント
- 楽天Edy→楽天Edyの電子マネー
- Ameba→アメーバゴールド